# 김채연 (2004년)
김채연(金采嬿, 2004년 12월 4일~)은 대한민국의 가수이자 배우이다. 큐티엘과 버스터즈의 멤버로 활동했으며 2022년부터 tripleS의 멤버로 활동하고 있다.

## 생애
2008년 과속스캔들에서 단역으로 출연하면서 데뷔했다. 이후 2014년에 큐티엘의 멤버로 가수로 데뷔했다. 2017년부터는 버스터즈의 멤버로 데뷔했다.
2019년 1월 1일 부터 EBS 톡 톡 보니 하니의 여성 진행자로 발탁되었다. 2020년 7월 31일, 버스터즈를 탈퇴했다.
2022년 6월 29일, tripleS의 멤버로 재데뷔했다.

## 출연 작품

### 영화
- 2008년 《과속스캔들》 ... 방아란(5세 유치원생) 역(단역)
- 2014년 《7월 7일》 ... 직녀 역(주연)
- 2014년 《타짜: 신의 손》 ... 강아윤 역(단역)
- 2016년 《우리들》 ... 김태연 역(단역)
- 2016년 《스플릿》 ... 어린 주희진 역(단역)
- 2017년 《하루》 ... 김희주 역(단역)
- 2017년 《학교가기 싫은 날》 ... 김세연 역(단역)
- 2017년 《구세주: 리턴즈》 ... 진한아 역(조연)
- 2023년 《아머드 사우루스: 기계공룡제국의 침략》 ... 주희 역(조연)

### 드라마
- 2013년 MBC 《구암 허준》 ... 옥복이(백정 딸) 역
- 2013년 MBC 《여왕의 교실》 ... 어린 마여진[주 1] 역
- 2013년 SBS 《못난이 주의보》 ... 어린 김인주[주 2] 역
- 2015년 대교방송 《어울림》 ... 안혜경[주 3] 역
- 2016년 JTBC 《마담 앙트완》 ... 어린 서연희[주 4] 역
- 2018년 MBN 《설렘주의보》 ... 서은별 역
- 2019년 투니버스 웹 드라마 《조아서 구독중》 ... 퀸헤라 역(조연)
- 2021년 SBS 특촬물 드라마 《아머드 사우루스》 ... 주희 역(조연)
- 2022년 SBS 특촬물 드라마 《아머드 사우루스 시즌 2》 ... 주희 역(조연)

### 뮤지컬
- 2021년 《뮬란》 ... 어린 화목란 역(단역)

### 방송
- 2018년 SBS 《요리조리 맛있는 수업》 - 달콤언니 역
- 2019년 EBS 《생방송 톡!톡! 보니하니》 - MC 하니 역
- 2021년 SBS 《서바이벌 가족퀴즈쇼 퀴즈몬》 - 캐릭터 힌트 요정 역

### 내용주
1. ↑  고현정 아역.
2. ↑  김영숙 아역.
3. ↑  2015년 4월 10일 제1회 단역 출연.
4. ↑  이칸희 아역.

### 참조주
1. ↑  손봉석 (2022년 7월 15일). “트리플에스 김채연, 오마이걸 효정-유빈 이어 ‘아머드 사우루스 시즌2’ OST 가창”. 《스포츠경향》. 네이버 뉴스(보존). 2023년 10월 16일에 원본 문서에서 보존된 문서. 2023년 10월 17일에 확인함.